# Опаранози, Дезайр
Угочи Дезайр Опаранози (англ. Ugochi Desire Oparanozie; род. 17 декабря 1993, Оверри) — нигерийская футболистка, нападающая. Игрок сборной Нигерии.

## Биография

### Клубная карьера
Начинала карьеру в нигерийском клубе «Байелса Квинс», занималась в молодёжной команде, а с 2008 года выступала на взрослом уровне. В 2010 году перешла в «Дельта Квинс», в его составе — чемпионка Нигерии 2011 и 2012 годов. В начале 2011 года в течение двух месяцев на правах аренды выступала за турецкий клуб «Дювенджилер Лисесиспор» (в ходе того сезона был переименован в «Люлебургаз 39 Спор»).
Осенью 2012 года перешла в российский клуб «Россиянка». Дебютный матч в высшей лиге сыграла 13 ноября 2012 года против «Кубаночки» и уже на 8-й минуте матча забила свой первый гол. Всего в сезоне 2012/13 сыграла в высшей лиге 11 матчей, забила 2 гола и стала вице-чемпионкой России. В женской Лиге чемпионов сыграла 4 матча и забила гол в ворота пражской «Спарты».
Летом 2013 года перешла в немецкий клуб «Вольфсбург». Сыграла лишь один матч в чемпионате Германии — 15 сентября 2013 года в игре с «УСВ Йена» заменила на 85-й минуте Анну Блэссе. Также выступала за второй состав команды во Второй Бундеслиге. По итогам сезона 2013/14 «Вольфсбург» стал чемпионом Германии и победителем Лиги чемпионов, однако спортсменка во время зимнего перерыва покинула клуб.
Весеннюю часть сезона 2013/14 провела в турецком клубе «Аташехир Беледиеспор» и стала вице-чемпионкой Турции.
С 2014 года выступала за французский «Генгам», за 6 сезонов провела в его составе более 100 матчей. В сезоне 2015/16 заняла шестое место среди бомбардиров лиги (11 голов). В сезоне 2019/20 была капитаном команды. Весной 2020 года покинула клуб.

### Карьера в сборной
Выступала за юниорскую и молодёжную сборную Нигерии. Участница чемпионата мира среди 17-летних 2008 года, чемпионатов мира среди 20-летних 2010 года (вице-чемпион, 6 матчей и 2 гола на турнире) и 2012 года (полуфиналистка, 6 матчей, 3 гола).
С 2010 года играла за национальную сборную Нигерии. Участница финальных турниров чемпионата мира 2011 (3 матча), 2015 (3 матча) и 2019 (4 матча) годов. В розыгрыше 2019 года стала участницей второго раунда, в двух предыдущих турнирах сборная не вышла из группы. В 2015 году забила гол в свои ворота в матче против Швеции.
Неоднократная победительница чемпионата Африки (2010, 2014, 2016, 2018). В 2014 и 2016 годах забивала победные голы в финальных матчах турнира. В розыгрыше 2014 года забила 5 голов и стала лучшим бомбардиром.
В апреле 2019 года назначена капитаном сборной.